# Europsko prvenstvo u rukometu – Danska, Švedska i Norveška 2026.
Europsko prvenstvo u rukometu 2026. bit će sedamnaesto europsko prvenstvo u rukometu.

## Domaćinstvo
Zanimanje za biti domaćinom ovog prvenstva iskazale su Hrvatska, Francuska, Švicarska, Švedska te zajednički Norveška i Danska, odnosno Bjelorusija, Poljska i Litva.
Za domaćina su izabrane Danska, Švedska i Norveška 11. svibnja 2021. godine.

## Dvorane
| Oslo, Norveška                     | HerningMalmöKristianstadOslo | Kristianstad, Švedska               |
| ---------------------------------- | ---------------------------- | ----------------------------------- |
| Telenor Arena Kapacitet: 15 000    | HerningMalmöKristianstadOslo | Kristianstad Arena Kapacitet: 4 700 |
|                                    | HerningMalmöKristianstadOslo |                                     |
| Herning, Danska                    | HerningMalmöKristianstadOslo | Malmö, Švedska                      |
| Jyske Bank Boxen Kapacitet: 12 500 | HerningMalmöKristianstadOslo | Malmö Arena Kapacitet: 13 000       |
|                                    | HerningMalmöKristianstadOslo |                                     |